# Can I Get It
A Can I Get It Adele angol énekes-dalszerző dala a 30 (2021) című negyedik stúdióalbumáról, amelyet Max Martin és Shellback svéd producerekkel közösen írt. A dal az album hatodik számaként vált elérhetővé 2021. november 19-én, amikor a Columbia Records kiadta azt. A pop-rock és country-pop hatásokkal rendelkező popdal akusztikus gitár, dob és fúvós hangszereléssel, valamint egy fütyülős hookkal rendelkezik. A dal egy szakítás utáni továbblépésről szól, és Adele az igaz szerelem keresését, valamint egy új kapcsolat izgalmas és csodálatos részeit tárja fel.
A Can I Get It vegyes kritikákat kapott a zenekritikusoktól, akik általában pozitívan nyilatkoztak az akusztikus részéről és a dalszövegről, de erősen kritizálták a fütyült dallamot. Egyesek úgy vélték, hogy az általuk „szemtelen” popprodukciónak nevezett dal a mainstream rádiók ízlését szolgálja ki, ami a 30 című albumon kívülállóvá tette, és Flo Rida Whistle (2012) című kislemezéhez hasonlították. Svédországban, Kanadában, Svájcban, Ausztráliában, Finnországban és Norvégiában a Top 20-ba került, néhány más országban pedig a Top 40-be.

## Háttér és kereskedelmi teljesítmény
Adele 2018-ban kezdett el dolgozni negyedik stúdióalbumán. 2019 szeptemberében adta be a válókeresetet férjétől, Simon Koneckitől, ami az albumot ihlette. Miután szorongást tapasztalt, Adele terápiás foglalkozásokra járt, és rendbe hozta elhidegült kapcsolatát az apjával. Közel tíz év után először volt újra egyedülálló, Los Angelesben keresett komoly kapcsolatot, de nehezen talált. Adele azt mondta: „Öt másodpercig bírtam [az ottani randizást...], mindenki valaki, vagy mindenki valaki akar lenni”. Rendszeresen beszélgetett a fiával, ami arra inspirálta, hogy visszatérjen a stúdióba és az album olyan alkotásként öltött formát, amely elmagyarázza fiának, miért hagyta el az apját.
Adele a Can I Get It című dalt Max Martin és Shellback svéd lemezproducerekkel közösen írta, akik 2016-os Mainstream Top 40-es listavezető kislemezének, a Send My Love (To Your New Lover)-nek a producerei voltak. A Can I Get It arról szól, hogy egy elkötelezett kapcsolatban szeretne élni, nem pedig egy olyanban, amelynek középpontjában az alkalmi szex áll. Adele 2021. október 14-én adta ki az Easy on Me-t a 30 című album első kislemezeként. Adele 2021. november 1-jén jelentette be az album tracklistáját, amelyen a Can I Get It a hatodik számként szerepel. A dal a november 19-én megjelent 30 albumról vált elérhetővé digitális letöltésre.
Az Egyesült Királyságban a Can I Get It a 7. helyen debütált az Official Audio Streaming Charton. A dal a 2021. december 4-én kiadott amerikai Billboard Hot 100-as listán a 26. helyen végzett. A Canadian Hot 100-as listán a 11. helyen szerepelt. A Can I Get It Ausztráliában a 15. helyen debütált. A dal Új-Zélandon a 39. helyen tetőzött. Másutt Svédországban a 9., a Billboard Global 200 listáján a 13., Svájcban a 14., Finnországban a 16., Norvégiában a 19., Dániában a 25., Portugáliában a 32., Ausztriában a 40., Franciaországban a 71., Spanyolországban a 94. helyen szerepelt.

## Kompozíció
A Can I Get It három perc 30 másodperc hosszú. Martin és Shellback volt a dal producere és programozója, amelyet a svédországi MXM Studios-ban, House Mouse Studios-ban és Kallbacken Studios-ban, a Los Angeles-i MXM Studios-ban és a londoni Eastcote Studios-ban vettek fel. Martin zongorázott és billentyűs hangszereken játszott; Shellback dobolt, basszusgitározott, gitározott, ütőhangszereken és billentyűs hangszereken játszott, valamint a fütyülést és a dobogást biztosította; Adele pedig tapssal asszisztált. Randy Merrill masterelte a New York-i Sterling Sound Studiosban; Serban Ghenea és John Hanes keverte a Virginia Beach-i MixStar Studiosban; Lasse Mårtén, Michael Ilbert és Sam Holland pedig a hangmérnöki munkát végezte.
A Can I Get It egy popdal, pop-rock és country-pop hatásokkal. Ez egy három akkordos riffet tartalmaz, Martin és Shellback pedig egy 2010-es évek zenéjét idéző fütyülést ad a refrénhez. Ezt a beemelést Flo Rida Whistle (2012) című kislemezéhez, és Lady Gaga Why Did You Do That? (2018) című dalához hasonlították. Mikael Wood, a Los Angeles Times és Chris Willman, a Variety munkatársa a Can I Get It „bakancsdobogós akusztikus groove”-ját és a refrén gitárpengetéseit George Michael Faith (1987) című kislemezéhez hasonlította. Adele nyögdécsel a dal refrénje alatt; Eric Mason a Slant Magazine számára írt cikkében azt írta, hogy a dal lendületes ütős hangszerelése és az énekesnő halk nyögései fülledt hangulatot teremtenek, de a „diszharmonikusan ciripelő füttyszó” megszakítja őket. Ilana Kaplan a Consequence-től „’70-es évekbeli rock ihlette számként” írta le, David Cobbald a The Line of Best Fit-től pedig egy „amerikai ihletésű, dübörgő rodeós dalnak” nevezte.
A Can I Get It szövege a szakítás utáni továbblépésről szól. Adele visszatér a randizáshoz, és megpróbál sebezhetőbb lenni egy új partnerrel: „I’m counting on you/ to put the pieces of me back together” („Számítok rád, / hogy újra összerakod a darabjaimat”). A dal arról szól, hogy keresi az igazi romantikus kapcsolatot, és nem hajlandó megelégedni a kalandozással. Egy romantikus kapcsolat izgalmas és csodálatos részeit tárja fel. A Can I Get It szövege egy rendkívül odaadó szerelmet garantál, amely a kétségbeesés és az alárendeltség határán mozog. Optimizmusát fejezi ki a dalban, és arra számít, hogy ez az új kapcsolat „felszabadítja [őt]”. Adele szünetet tart a mondat közepén, miközben a refrén szövegét énekli: „Let me just come and get it”.

## A kritikusok értékelései
A Can I Get It vegyes kritikákat kapott a zenekritikusoktól, akik úgy vélték, hogy eltér a 30 többi dalától, amelyek többnyire érzelmes balladák, amelyek Adele identitását keresik a romantikus kapcsolatokon kívül. Graeme Marsh, a MusicOMH munkatársa úgy vélte, hogy a dal optimizmusa és füttyös része miatt nem hangzik jól. Peter Piatkowski a PopMatters-től úgy fogalmazott, hogy szemtelen popprodukciója „kissé sokkolónak, szinte tiszteletlenül és diszharmonikusnak” tűnt az album kontextusában, de dicsérte a „fülbemászó” hookot és a magával ragadó refrént, és kedvezően hasonlította Adele 2010-es kislemezéhez, a Rolling in the Deep-hez. Emma Swann a DIY számára írt cikkében a Can I Get It-et „Adele eddigi legkonvencionálisabb popos mozzanatának” tartotta, és hozzátette, hogy bár a produkció dacol a jellegzetes balladákkal, mégis több karaktert sugároz. Gabrielle Sanchez, a The A.V. Club munkatársa azt írta, hogy a dal az Oh My God mellett a 30 „legpoposabb és legegyenesebb” szegmensét képezi, de kritizálta a fütyülést, ami „a 2010-es évek rádiós popjának üres átvétele”. Maura Johnston az Entertainment Weekly-től úgy vélekedett, hogy ez az egyik „néhány nagyszerű pop pillanat” az albumon, és megjegyezte, hogy a könnyed produkció kiegészíti a dalszöveget. A Billboard-nak írva Jason Lipshutz a Can I Get It-et a 30 második legjobb dalának minősítette; úgy vélte, hogy minden szinten sikeres, és túlszárnyalhatja az Easy on Me rádiós sikerét.
Az NME-s El Hunt úgy vélte, hogy a Can I Get It akusztikus része ragyogó és érdekes, de félresiklott a fütyült hook miatt. Cobbald dicsérte a refrénben lévő harmóniákat, de úgy becsmérelte, mint egy „2013-as Kesha B-oldalt, vagy valami olyasmit, mint a Whistle Flo Rida-tól”; úgy vélte, nem érte el azt, amit az írók szándéka volt. A The Independentnek írva Annabel Nugent „nyugtalanítónak” nevezte a dobogós és tapsolós hangulatvilágot, és úgy gondolta, hogy Martin és Shellback nagyobb nyomot hagyott rajta, mint a Send My Love (To Your New Lover)-ben. Mapes a fütyülést „giccses ’10-es évekbeli poptrendként” azonosította, és úgy vélte, hogy a pop- és country-rádiót szem előtt tartva dolgozták ki. Willman „Frankenstein-féle popkonfekcióként” dicsérte, de megkérdőjelezte, hogy a különböző részek jól illeszkednek-e egymáshoz. Wood úgy vélekedett, hogy a dal megfelelt a címének.
Piatkowski úgy vélte, hogy a Can I Get It szövegében a szerelem sebezhetősége és őszinte ábrázolása „a legőszintébb Adele csípős és őszinte stílusát mutatja”. Kaplan szerint a dalban „érzékibb területre” merészkedett, Sanchez szerint pedig „olyan érzékiséget használ fel, amelyet nem gyakran hallani Adele munkásságában”. Utóbbi kevésbé érdekfeszítőként ítélte el, mint az album többi részét, és úgy vélte, hogy a többi szám nyers és megindító líraisága miatt "csak egy puszta csöppség az album többi részének nagyszerűségében". Hunt úgy vélte, hogy míg a 30 többi dalszövege „a biztonságosabb területen marad”, addig Adele szünete a Can I Get It refrénjében sokkal pörgősebb.

## Közreműködők
Közreműködők listája a 30 albumfüzete alapján.
- Adele – vokál, dalszerzés, dobogás, taps
- Max Martin – producer, dalszerzés, zongora, számítógépes hangok, billentyűs hangszerek
- Shellback – producer, dalszerzés, dobok, basszusgitár, gitár, ütős hangszerek, számítógépes hangok, fütyülés, billentyűs hangszerek, dobogás, taps
- Randy Merrill – maszterelés
- Serban Ghenea – hangkeverés
- John Hanes – hangkeverés
- Lasse Mårtén – hangmérnök
- Michael Ilbert – hangmérnök
- Sam Holland – hangmérnök

## Helyezések
| Lista (2021)                            | Legjobb helyezés |
| --------------------------------------- | ---------------- |
| Ausztrália (ARIA)                       | 15               |
| Ausztria (Ö3 Austria Top 40)            | 40               |
| Dánia (Tracklisten Top 40)              | 25               |
| Egyesült Királyság (UK Streaming Chart) | 7                |
| Finnország (Singlet Top 20)             | 16               |
| Franciaország (Single Top 100)          | 71               |
| Global 200 (Billboard)                  | 13               |
| Izland (Tónlistinn)                     | 10               |
| Kanada (Canadian Hot 100)               | 11               |
| Norvégia (VG-lista)                     | 19               |
| Portugália (AFP Top 100 Singles)        | 32               |
| Spanyolország (PROMUSICAE)              | 94               |
| Svájc (Schweizer Hitparade)             | 14               |
| Svédország (Sverigetopplistan)          | 9                |
| Új-Zéland (Recorded Music NZ)           | 39               |
| US Billboard Hot 100                    | 26               |

## Minősítések
| Régió                                                            | Minősítés | Eladott példányszám |
| ---------------------------------------------------------------- | --------- | ------------------- |
| Ausztrália (ARIA)                                                | arany     | 35 000‡             |
| Brazília (Pro-Música Brasil)                                     | arany     | 20 000‡             |
| Egyesült Királyság (BPI)                                         | ezüst     | 200 000‡            |
| ‡ Eladási+streaming példányszámok kizárólag a minősítés alapján. |           |                     |

## Fordítás
Ez a szócikk részben vagy egészben  a   Can I Get It című angol Wikipédia-szócikk fordításán alapul.  Az eredeti cikk szerkesztőit annak laptörténete sorolja fel. Ez a jelzés csupán a megfogalmazás eredetét és a szerzői jogokat jelzi, nem szolgál a cikkben szereplő információk forrásmegjelöléseként.